# Авром Яновський
Авром Яновський (3 квітня 1911, Кривий Ріг, Херсонський повіт, Російська імперія — 22 травня 1979, Торонто, Канада) — канадський художник і редакційний карикатурист.

## Біографія
Авром Яновський народився в 1911 році в Кривому Розі. У два роки разом зі своєю сім'єю переїхав у Канаду. У Вінніпезі здобув освіту в Технічній вищій школі імені І. Л. Переца Шуле та Сент-Джонса. Також навчався у Вінніпезькій школі мистецтв та в Коледжі мистецтв Онтаріо. У підлітковому віці він приєднався до Союзу молодих комуністів у Вінніпезі, а згодом став довічним членом Комуністичної партії Канади

## Творчість
У 1930-х роках ілюстрації Яновського з'являлися в лівоорієнтованих періодичних виданнях. З 1940-х по 1970-ті роки він публікував публікації в Canadian Tribune і ряді профспілкових і етнічних газет і лівих журналів. Його карикатури критикували безробіття, бідність, фашизм, расизм і капіталізм. Вони також пропагували профспілки, права людини, антиімперіалізм. «Хоча широка громадськість у Канаді не була добре відома, — говорилося в історії політичних карикатур, опублікованій у 1979 році, — його робота була відтворена в численних соціалістичних виданнях по всьому світу протягом останніх сорока років». У 2005 році в галереї у Торонто відбулася виставка політичних карикатур Яновського.
Яновський також виставляв ескізи, малюнки та літографії на щорічних виставках Канадського товариства графічного мистецтва. У 1952 році видав фоліант літографій. У 1940-х роках він створив історії та малюнки для кількох серій, виданих Bell Features. Яновський розробляв костюми та декорації для сценічних постановок. У 1958 році він був призначений редактором англійської частини канадського єврейського тижневика Vochenblatt. Яновський виступав із розважальними бесідами на політичні, історичні та біблійні теми для дитячих класів, профспілкових зборів та інших аудиторій. Був відомий фрескою із зображенням канадського лікаря Нормана Бетюна, яка була завершена в 1964 році для демонстрації в штаб-квартирі Комуністичної партії в Торонто.
У 1966-67 роках був президентом Канадського товариства графічного мистецтва.
У 2005 році в галереї Семюеля Дж. Закса в Торонто відбулася виставка політичних карикатур Яновського. Куратор Анна Хадсон заявила: «Що дивно в його політичних карикатурах, так це те, наскільки актуальними залишаються повідомлення»..

## Приватне життя
Його сином був музикант і ресторатор Залман Яновський.